# Kebon Waris
Kebon Waris is een bestuurslaag in het regentschap Pasuruan van de provincie Oost-Java, Indonesië. Kebon Waris telt 4474 inwoners (volkstelling 2010).